# استاروآلیسکویه
استاروآلیسکویه (روسی: Староалейское) یک منطقهٔ مسکونی در روسیه است که در سرزمین آلتای واقع شده‌است.